# Cuộc nổi dậy Sinai
Cuộc nổi dậy ở Sinai là cuộc xung đột đang diễn ra giữa các chiến binh Hồi giáo và lực lượng an ninh Ai Cập trên bán đảo Sinai, bắt đầu sau khi cuộc Khủng hoảng Ai Cập bắt đầu, đã lật đổ chính quyền lâu năm của Ai Cập Hosni Mubarak trong cuộc Cách mạng Ai Cập năm 2011.
Trận đánh nổi dậy của người Sinai bao gồm các chiến binh, bao gồm các bộ tộc người Bedouin địa phương, những người khai thác tình trạng hỗn loạn ở Ai Cập và làm suy yếu cơ quan trung ương để khởi động một loạt các vụ tấn công vào các lực lượng chính phủ ở Sinai. Từ năm 2011, chính quyền trung ương đã cố gắng khôi phục lại sự hiện diện của họ tại Sinai thông qua cả các biện pháp chính trị và quân sự.
Ai Cập đã tiến hành hai hoạt động quân sự, được gọi là Operation Eagle vào giữa năm 2011 và sau đó là Chiến dịch Sinai vào giữa năm 2012. Vào tháng 5 năm 2013, sau khi bị bắt cóc các sĩ quan Ai Cập, bạo lực ở Sinai lại tăng trở lại. Sau cuộc đảo chính Ai Cập năm 2013, dẫn đến việc lật đổ Tổng thống Ai Cập Mohamed Morsi, "những vụ đụng độ chưa từng có" xảy ra. Vào năm 2014, các thành viên của nhóm Ansar Bait al-Maqdis tuyên bố trung thành với Nhà nước Hồi giáo Irac và Levant và tự tuyên bố mình là tỉnh Sinai. Các cuộc tấn công của các chiến binh vẫn tiếp tục vào năm 2015. Các quan chức an ninh nói rằng các chiến binh có trụ sở tại Libya đã thiết lập quan hệ với tỉnh Sinai.
Sự sụp đổ của người dân địa phương là kết quả của cuộc nổi dậy tại Sinai dao động từ hoạt động của các chiến binh và tình trạng bất an đến các hoạt động quân sự rộng lớn và phá hủy hàng trăm căn nhà và di tản hàng ngàn người dân khi quân đội Ai Cập bắt đầu xây dựng một vùng đệm Để ngăn chặn việc buôn lậu vũ khí và chiến binh từ và tới dải Gaza. Một báo cáo, do một phái đoàn của Hội đồng Nhân quyền Quốc gia (NCHR) tài trợ, cho biết hầu hết các gia đình di dời đều có cùng một sự bất bình về sự cẩu thả của chính phủ, không có trường học gần đó cho con họ và thiếu các dịch vụ y tế. Kể từ khi bắt đầu xung đột, hàng chục thường dân đã bị giết trong các hoạt động quân sự hoặc bị bắt cóc và sau đó bị chém đầu bởi các chiến binh.
Về mặt hành chính, bán đảo Sinai được chia thành hai tỉnh: Nam Sinai và Bắc Sinai. Ba tỉnh khác trải dài Kênh đào Suez, đi qua Ai Cập: tỉnh Suez ở phía cuối kênh đào Suez, tỉnh Ismailia ở trung tâm và tỉnh Port Said ở phía bắc.